# Ana María de Saavedra y de Maciá
Ana María de Saavedra y de Maciá (Villafranca del Panadés, 13 de enero de 1905-Barcelona, 5 de enero de 2001) fue una escritora y traductora española.

## Biografía
Nació en el seno de una familia aristocrática. Fue hija del poeta Román de Saavedra y de Almenara, descendiente de los condes de Castellar; y de María del Pilar de Maciá y Mir, pubilla de la familia Maciá, perteneciente a la nobleza catalana. Residió buena parte de su vida en el Palacio Maciá de Villafranca del Panadés, así como en la Casa Santurce de Barcelona, donde pasó sus últimos años.
En 1917 ingresó en el Instituto de Tarragona para cursar estudios de bachillerato como alumna libre; en mayo de 1925 se le expide su título. De septiembre de 1919 a junio de 1921 estudió en el Pensionado de Notre-Dame-de-Sion, en Estrasburgo, donde aprendió latín. En 1930 se licenció en Filosofía y Letras por la Universidad de Barcelona. Entre 1932 y 1939 enseñó catalán y latín en el Instituto Escuela de la Generalitat de Cataluña y colaboró en las publicaciones Hèlix, L'amic de les Arts y Revista de Poesía, entre otras.
Participó como traductora, en la Colección Fundació Bernat Metge (Literatura latina). Además tradujo, en colaboración con Adela Mª Trepat, las Heroides (1927) y Las metamorfosis (entre 1929 y 1932), de Ovidio.

## Obra publicada
- Antologia poètica 1919-1929 (2001), con estudio introductorio y edición crítica a cargo de Pilar García Sedas.